# Tours Métropole Basket
El Union Tours Métropole Basket es un equipo de baloncesto francés con sede en la ciudad de Tours, que compite en la Pro B, la segunda competición de su país, y que nace tras la fusión del PL Lariche Lamartine Tours y el Touraine Basket Club. Disputa sus partidos en la Salle de Monconseil, con capacidad para 1000 espectadores.